# Żelazków (gmina)
Pour les articles homonymes, voir Żelazków.
Żelazków est une gmina rurale du powiat de Kalisz, Grande-Pologne, dans le centre-ouest de la Pologne. Son siège est le village de Żelazków, qui se situe environ 12 km au nord-est de Kalisz et 105 km au sud-est de la capitale régionale Poznań.
La gmina couvre une superficie de 113,57 km2 pour une population de 8 942 habitants.

## Histoire
La région de Żelazków a une histoire riche qui remonte à plusieurs siècles. Les premières mentions du village de Żelazków datent du Moyen Âge, où il était un petit hameau agricole. Au fil des siècles, la région a connu diverses influences, notamment celles des royaumes polonais et des partitions de la Pologne.
Au XIXe siècle, la région a été marquée par les réformes agraires et les mouvements de modernisation qui ont transformé l'agriculture locale. La gmina de Żelazków a été officiellement établie au début du XXe siècle, avec une structure administrative qui a évolué au fil du temps.

## Géographie
La gmina inclut les villages d'Anielin, Biernatki, Chrusty, Czartki, Dębe, Florentyna, Garzew, Goliszew, Góry Zborowskie, Góry Złotnickie, Helenów, Ilno, Janków, Kokanin, Kolonia Kokanin, Kolonia Skarszewek, Koronka, Michałów, Niedźwiady, Nowy Borków, Pólko, Russów, Russówek, Skarszew, Skarszewek, Stary Borków, Strugi, Szosa Turecka, Tykadłów, Witoldów, Wojciechówka, Zborów, Żelazków, Złotniki Małe et Złotniki Wielkie.
La gmina borde la ville de Kalisz et les gminy de Blizanów, Ceków-Kolonia, Mycielin, Opatówek et Stawiszyn.

## Économie
L'économie de la gmina de Żelazków est principalement basée sur l'agriculture, avec une forte présence de petites exploitations familiales. Les cultures principales incluent le blé, l'orge, le maïs et les pommes de terre. En plus de l'agriculture, il existe quelques petites entreprises locales qui contribuent à l'économie, notamment des commerces de détail, des services de réparation et des ateliers artisanaux.
Le tourisme rural commence également à se développer dans la région, attirant des visiteurs intéressés par la nature, les paysages pittoresques et les activités de plein air. Plusieurs gîtes et maisons d'hôtes offrent des hébergements aux touristes, et des initiatives locales promeuvent les produits agricoles et artisanaux.

## Culture et patrimoine
La gmina de Żelazków possède un riche patrimoine culturel et historique. Plusieurs monuments et sites historiques témoignent de l'histoire de la région, notamment des églises anciennes, des manoirs et des vestiges archéologiques.
L'église paroissiale de Żelazków, construite au XVIIIe siècle, est un exemple notable d'architecture baroque. Elle abrite des œuvres d'art religieuses et des artefacts historiques. D'autres sites remarquables incluent le manoir de Kokanin, un bâtiment du XIXe siècle entouré d'un parc paysager, et les ruines d'un ancien château à Góry Zborowskie.
La gmina organise également plusieurs événements culturels tout au long de l'année, notamment des festivals folkloriques, des marchés artisanaux et des concerts. Ces événements attirent des visiteurs de toute la région et contribuent à préserver les traditions locales.

## Éducation
La gmina de Żelazków dispose de plusieurs établissements d'enseignement, notamment des écoles primaires et un collège. Les écoles locales offrent une éducation de qualité et participent activement à des programmes éducatifs et culturels. Les élèves ont également accès à diverses activités extrascolaires, telles que des clubs sportifs, des ateliers artistiques et des groupes de musique.

## Infrastructures
La gmina est bien desservie par un réseau de routes locales et régionales, facilitant les déplacements vers les villes voisines et les centres urbains. Les services publics, tels que l'approvisionnement en eau, l'électricité et les télécommunications, sont bien développés et répondent aux besoins des résidents.
La gmina dispose également de plusieurs installations communautaires, notamment un centre culturel, une bibliothèque et des terrains de sport. Ces infrastructures jouent un rôle crucial dans la vie sociale et récréative des habitants.

## Environnement
La gmina de Żelazków est située dans une région caractérisée par des paysages naturels variés, comprenant des forêts, des champs agricoles et des zones humides. La protection de l'environnement est une priorité pour la gmina, qui met en œuvre diverses initiatives pour préserver la biodiversité et promouvoir des pratiques agricoles durables.
Plusieurs réserves naturelles et zones protégées se trouvent dans la gmina, abritant une faune et une flore diversifiées. Les habitants et les visiteurs peuvent profiter de sentiers de randonnée, de pistes cyclables et d'autres activités de plein air pour découvrir la beauté naturelle de la région.